# Савез за промене
Савез за промене је бивша опозициона коалиција у Србији, коју су Споразумом о удруживању средином 1998. године формирали:
- Демократска странка
- Грађански савез Србије
- Демократска алтернатива
- Демократска странка војвођанских Мађара
- Демократски центар
- Демохришћанска странка Србије
- Нова Србија
- Социјалдемократија
- Српски демократски клуб "Одбрана"
- Асоцијација слободних и независних синдиката,

те индивидуално:
- Драгослав Аврамовић и
- Милан Панић.[1]

Касније је СЗП обухватао више од тридесет странака и удружења грађана.

## Историја коалиције
Индиректан узрок настанка Савеза за промене је одлука Српског покрета обнове да напусти коалицију Заједно, чиме је она престала да постоји. Остатак тог удружења, примарно странке блиске ДС-у и ГСС-у, наставио је блиско да сарађује, те се нови савез окупио око њих. Мада је коалиција формирана у месецима пре НАТО бомбардовања Савезне Републике Југославије на пролеће 1999. године, њен најактивнији период представља друга половина те године, када су против власти Слободана Милошевића организовани бројни масовни протести широм земље, те примарно у Београду. 
У лето те године, представници СЗП-а су организовали протесте паралелно са Српским покретом обнове, са којим су били супротстављени по питању будућег делања опозиције. Демонстрације су се одржавале у готово свим градовима у Србији, уз неретке сукобе са активистима владајуће коалиције, те са полицијом. Ово је кулминирало на великом митингу у Београду 19. августа 1999. (тзв. "Преображењском митингу"), којег је организовао Г17 плус Млађана Динкића, а на коме су заједнички учествовали СЗП и СПО. Иако је најављивана могућност удруживања целокупне опозиције, те захтева за формирањем прелазне савезне владе након овог митинга, то се није догодило и опозиција је остала нејединствена у наредним месецима.
Од септембра, СЗП отпочиње низ нових демонстрација широм земље у координацији са другом коалицијом, Савезом демократских партија (коју су чинили Социјалдемократска унија, Реформско-демократска странка Војводине, Савез војвођанских Мађара, коалиција "Шумадија" и коалиција "Санџак"). Најмасовнији протест се догодио 29. септембра, када је више десетина хиљада грађана после митинга на Тргу Републике отпочело марш према Дедињу (у коме су се налазиле резиденције бројних функционера, укључујући и самог Милошевића). Њих је успут дочекао четвороструки кордон полиције, иза кога су били водени топови и оклопна возила за разбијање демонстрација. Полиција је почела да бије демонстранте, који су се повукли у смеру Главне железничке станице и раскрснице код "Лондона". Слични инциденти су се догодили и наредне вечери на Бранковом мосту.
Протести су се спорадично наставили и у јесењим месецима, мада у знатно смањеном обиму. Крајем године се интензивирају преговори за формирање јединственог опозиционог блока.

### Крај независног делања
10. јануара 2000. године, у просторијама СПО-а, представници Српског покрета обнове, Савеза за промене, Савеза демократских партија, те појединих других покрета и партија (попут ДСС-а) су се састали и потписали коалициони споразум, чиме је настала Демократска опозиција Србије. Од тада, СЗП престаје да дела као засебна групација, мада ће утицај њених странака пресудно усмеравати ДОС у наредним месецима и годинама.

## Наслеђе
- На донегде сличној идеолошкој основи, 2014. године је у Републици Српској основан Савез за промјене, са намером да се смени власт Милорада Додика.
[6]
- Коментаришући оснивање Савеза за Србију 2018. године, колумниста "Пешчаника", Дејан Илић га је назвао "Савезом без промена", јасно алудирајући на ову коалицију с краја 1990их.[7]